# Makryn
Makryn – imię męskie pochodzenia greckiego, pochodzące od gr. słowa makros. Oznacza "szczupły, chudy". Wśród patronów – św. Makryn, wspominany razem ze św. Gordianem i Walerianem.
Makryn imieniny obchodzi 17 września.